# Индиана
Индиана (на английски: Indiana) е американски щат, името на който означава „Земя на индианците“. Столицата му се нарича Индианаполис. Пощенският код на щата е IN.
Жителите на Индиана се наричат „Hoosiers“ (хужърс).
Бойният кораб USS Indiana е кръстен на щата.

## История
Земите, на които се намира днешна Индиана, са първоначално населени между 2 и 4 век. Основните индиански племена, населявали Индиана, са маями и шоуни. През 17 век Франция поема управлението над областта. По-късно тя преминава под английски контрол, като част от репарациите след френската и индианската война, скоро след което става част от Североизточните територии. На 11 декември 1816 г. Индиана става 19-ият щат на САЩ.

## Политика
Петдесетият губернатор на щата, републиканецът Майк Пенс, е вицепрезидент на САЩ от 2017 г. Щатът има двама сенатори – Дан Коатс (републиканец) и Джо Конъли (демократ).
Мнозина считат Индиана за един от най-консервативните щати в Средния Запад. След подкрепата за Линдън Джонсън и Бари Голдуотър през 1964 г. Индиана не е гласувала за нито един кандидат за президент на демократическата партия. Тази своеобразна традиция бе нарушена от Барак Обама през 2008 г., който победи републиканския кандидат Джон Маккейн с 50% срещу 49%. По отношение на губернаторите обаче, половината от избраните през 20 век са демократи.
Бившият губернатор и сенатор Еван Бей е вероятен кандидат за президент на Демократическата партия през 2008 г. Той е добре приет от гласоподавателите в щата най-вече поради вниманието, което им отделя. Баща му е трикратен сенатор, славещ се с името на добър либерал, но е принуден да напусне поста си през 1980 г. по време на т.нар. „Революция на Рейгън“ от Дан Куейл от малкото градче Хънтингтън в северозападната част на щата. Допреди избирането на бившия губернатор Евън Бей и двамата номинирани от Индиана сенатори са заклети републиканци. Въпреки неколцината демократи, избрани от щата, Индиана е всеизвестна с лоялността си към републиканската партия, особено в малките населени места.

## География
Индиана граничи с езерото Мичиган на северозапад, щата Илиноис – на запад, споделя река Охайо за граница с Кентъки на юг, с щата Охайо на изток и Мичиган на север.
764-километровата река Уабаш разделя щата наполовина от североизточната до югозападната му част. Река Уайт, която се влива в Уабаш, се намира в северната част на Индиана. Тя тече през два големи града – Индианаполис и Мънси. Евансвил, третият по големина град, се намира на бреговете на река Охайо, която определя границата между Индиана и Кентъки.
По-голямата част от Северна Индиана е обработваема земя. Северозападната част обаче се счита за част от агломерацията на Чикаго и е гъсто населена. Гери, град на брега на езерото Мичиган, родно място на Майкъл Джексън, е всъщност предградие на Чикаго. Река Канаки се счита за граница между урбанизираната и неурбанизираната част на северозападна Индиана.
Южната част на щата е смесица от обработваема земя и гори. Тя също така е по-хълмиста от Северна Индиана.

## Стопанство
Брутният вътрешен продукт на Индиана за 2003 г. e 214 млрд. USD. На глава от населението се падат по 28 783 долара.
Индиана се намира в т.нар. „Царевичен пояс“. Соята също е много разпространена култура. Близостта на щата до голям град като Чикаго предопределя доброто развитие на хранително-вкусовата промишленост. Индиана е и значителен производител на тютюн. В началото на заселването на щата по-голямата част от земята е била не прерия, а гори. Масовата сеч с цел дърводобив и нуждата от обработваема земя са довели до съвременното състояние. На юг все още съществуват отделни късчета силно залесена земя, което поддържа дървопреработвателната промишленост.
Голям процент от брутния вътрешен продукт се пада на промишлеността. Регионът Калъмет в северозападната част на Индиана е най-големият център за производство на стомана в САЩ, което изисква много големи количества електроенергия. Други отрасли на промишлеността включват автомобилостроеното, производство на гумени и петролни изделия и машиностроене. В допълнение към това в Индиана се намират централните офиси на фармацевтичната компания Eli Lilly and Company и Mead Johnson Nutritionals. В Елкарт на север също има силно присъствие на фармацевтичния бизнес, обаче това се променя в известна степен със затварянето на Whitehall Laboratories през 1990-те и планираното оттегляне на Bayer, обявено в края на 2005 г.
Въпреки зависимостта си от промишлеността, Индиана е сравнително леко повлияна от спада на този тип производство в САЩ в сравнение със съседите си. Това се обяснява със спецификата на пазара на труда. Първо, голяма част от тежкото машиностроене изисква вискоквалифицирана работна ръка и производителите предпочитат да инвестират там, където този фактор е наличен. Второ, по-голямата част от населението на Индиана живее в градове от малка до средна големина, а не в големи и скъпи метрополиси. Това предоставя възможност на фирмите да предлагат по-ниски заплати за тези позиции от нормалното. С други думи, фирмите често виждат Индиана като шанс да получат квалифицирана работна ръка, която е на по-добро от средното ниво, плащайки под средните за страната заплати, което често прави щата привлекателен.
В минното дело Индиана е известна с декоративния варовик в южната, хълмиста част на щата, особено от Бедфорд (родно мясно на астронавта от мисията Аполо 1 Върджил Грисъм). Една от многото публични сгради, фасадите на които са облепени с този варовик, е Пентагонът и след атаката на 11 септември 2001 г. бе направено особено усилие от страна на минната индустрия на Индиана да замени разрушените стени с почти идентичен на оригинала материал. В южната част на Индиана има също въглищни мини. Като повечето от другите щати, разположени на големите езера, Индиана има малки до средни петролни находища в най-южните си части.
Икономиката на Индиана се счита за една от най-подходящите за бизнес в САЩ. Това е най-вече поради консервативния бизнес климат, ниски данъци и голяма част от трудовото законодателство, непроменяно от 19 век, изтъкващо надмощието на работодателя/ръководството. Доктрината „по взаимно съгласие“, при която работодателят може да освободи работника без определена причина, е характерна за Индиана. Синдикатите в Индиана са изправени пред големи организационни трудности и са сред най-слабите в страната. Казват, че Индиана е постиндустриален щат с преиндустриално мислене по отношение правата на работниците. Това разбира се е строго относително. С малки изключения като университетските градчета Лафайет и Блумингтън, технологично щатът е сравнително изостанал поради естественото нежелание на населението за промяна. Повечето политически лидери продължават да тъгуват по отминалите времена на фермерство и тежко машиностроене.

## Военни бази
Индиана е бивш дом на две големи военни бази – Военновъздушната база Грисъм (с намалени функции) и Форт Бенджамин Харисън в близост до Индианаполис (също с намалени функции, въпреки че департаментът по отбрана все още поема голямо финансиране там).
Понастоящем големите бази включват части от въздушната национална гвардия във Форт Уейн, Центъра за морски оръжия в Крейн в югозападната част на щата и армейското химическо депо в Нюпорт, който понастоящем се занимава с неутрализирането на химическите оръжия, съхранявани там.

## Демография
През 2005 г. населението на Индиана наброява 6 271 973 души, което означава прираст от 45 436 или 0,7% спрямо предишната година и 191 456 или 3,1% спрямо 2000 г. Тези данни включват естествен прираст от 159 488 души от времето на последното преброяване, (451 681 новородени минус 292 193 починали) и ръст, породен от миграция от 38 656 души. Имиграцията от извън САЩ е донесла прираст от 55 656 души, а миграцията в рамките на страната – спад от 17 000.
През 2004 г. в Индиана има около 229 000 души, родени извън страната (3,7%).
Расово разпределение на щата:
- 85,8% бели
- 8,4% афроамериканци
- 3,5% латиноамериканци
- 1% азиатци
- 0,3% коренно население
- 1,2% смесени

Петте най-големи общности са: немци (22,7%), американци (12%), ирландци (10,8%), англичани (8,9%), афроамериканци (8,4%).
Хората с немско потекло са най-многобройната група, обявена в Индиана, и представляват почти една четвърт от бялото население в преброяването. Хора с американско и английско потекло са разпространени из целия щат, най-вече в южната и централната му част. Гари и заобикалящите го предградия на Чикаго, както и Индианаполис, имат голям процент чернокожи в населението си.
В Саут Бенд има голяма полска общност, а в Мишауака (град, долепен до Саут Бенд) – значителна част хора с белгийско потекло. „Дингъс Дей“, полски празник, който се празнува в понеделник след Великден, е много популярен в Саут Бенд.
В северната част на Гоушен, област Елкарт, има голяма латиноамериканска общност. Много от пътните знаци в областта имат надписи на 2 езика (английски и испански).
Прирастът на населението след 1990 г. е съсредоточен най-вече в областите около Индианаполис, където се намират 4 от петте най-бързоразрастващи се области: Хамилтън, Хендрикс, Джонсън и Ханкок. Другата област е Диърборн, в близост до Синсинати. В същото време спад в броя на населението се забелязва в областите, образуващи географска линия между Логанспорт и Ричмънд. Три области по течението на река Уабаш също изпитват спад: Вайго, Нокс и Пери.

### Религия
От религиозна гледна точка Индиана е предимно протестантска, въпреки че значителна част от населението е католическо. Влиянието на католиците е осезаемо, благодарение на един от големите реномирани университети в САЩ – Нотр-дамският университет в Саут Бенд, който е католически. В Индиана има чувствително присъствие на менонити и амиши, най-вече в Елкарт и ЛаГрейндж на север и област Парк на запад.
В градовете доминират католическата и протестантската църква доминират в градовете, а извън тях – евангелистката и фундаменталистката църква. Индианаполис е седалище на две консервативни течения – Свободната методистка църква и Уеслианската църква.
Седалището на Ислямската северноамериканска общност се намира в близост до Междущатската магистрала 70 в Плейнфилд, западно от Индианаполис.
В Индианаполис, Саут Бенд, Форт Уейн и Тер Хот има значителни еврейски общности.
Разпределение на религиите в Индиана:
- Християни – 82%
  - Протестанти – 62%
    - Баптисти – 15%
    - Методисти – 10%
    - Лутерани – 6%
    - Църква на Христос – 5%
    - Петдесетници – 3%
    - Менонити/пиетисти – 1%
    - Други протестанти – 23%

  - Католици – 19%
  - Други християни – 1%
- Други религии – 1%
- Атеисти – 17%

## Важни градове

### С население над 1 000 000
- Индианаполис, столица на Индиана, намира се почти в географския ѝ център

### С население над 100 000
- Форт Уейн, северозапад
- Евансвил, в югозападната част, на река Охайо, дом на University of Evansville и University of Southern Indiana
- Саут Бенд, близо до границата с Мичиган, дом на University of Notre Dame
- Гери, северозапад, родно място на Майкъл, Джанет Джексън и Джоузеф Стиглиц

### С население над 50 000
- Блумингтън
- Лафайет

## Окръзи
Индиана е разделена на 92 окръга:
1. Адамс
2. Алън
3. Бартоуломю
4. Бентън
5. Блекфорд
6. Браун
7. Бун
8. Вандербърг
9. Вашингтон
10. Виго
11. Върмилиън
12. Гибсън
13. Грант
14. Грийн
15. Дейвис
16. Делауеър
17. Джаксън
18. Джаспър
19. Джей
20. Дженингс
21. Джеферсън
22. Джонсън
23. Дикалб
24. Дикейтър
25. Диърборн
26. Дубоа
27. Елкхарт
28. Кас
29. Керъл
30. Кларк
31. Клей
32. Клинтън
33. Косцюшко
34. Кроуфорд
35. Лагрейндж
36. Лапорт
37. Лейк
38. Лорънс
39. Медисън
40. Мариън
41. Мартин
42. Маршал
43. Маями
44. Монро
45. Монтгомъри
46. Морган
47. Нобъл
48. Нокс
49. Нютън
50. Ориндж
51. Оуен
52. Охайо
53. Пайк
54. Парк
55. Пери
56. Портър
57. Поузи
58. Пуласки
59. Путнам
60. Рандолф
61. Рипли
62. Ръш
63. Сейнт Джоузеф
64. Скот
65. Спенсър
66. Старк
67. Стубен
68. Суицърланд
69. Съливан
70. Типикану
71. Типтън
72. Уайт
73. Уейн
74. Уелс
75. Уитли
76. Уобаш
77. Уорик
78. Уорън
79. Файет
80. Фаунтън
81. Флойд
82. Франклин
83. Фултън
84. Хамилтън
85. Ханкок
86. Харисън
87. Хауърд
88. Хендрикс
89. Хенри
90. Хънтингтън
91. Шелби
92. Юниън

## Часови зони
По-голямата част от Индиана никога не е имала лятно часово време. В някои области, в частност Флойд, Кларк, Харисън, които са близо до Луивил, както и областите Охайо и Диърборн в близост до Синсинати, Охайо, има лятно часово време неофициално и нелегално, но по местен обичай.
В допълнение областите Лейк, Портър, ЛаПорт, Нютън и Джаспър на северозапад и Гибсън, Поуси, Вейдърбърг, Уарик и Спенсър на югозапад са в Централната часова зона и са субект на лятно часово време.
Историята на това разпределение е доста объркваща. От 1918 до 1961 г., когато юрисдикцията върху издаването на постановления, касаещи времевия стандарт бе предадена на междущатската търговска комисия, разделителната линия между Източното и Централно стандартно време бе приблизително източната граница на Индиана. През 1961 г. след изслушвания, междущатската търговска комисия премества границата между двете часови зони, така че де факто да разделя Индиана през средата. През 1961 г. губернаторът на Индиана подава петиция към Американския транспортен департамент за прехвърляне на целия щат към централно време. Вместо това линията е поставена така, че всички – с изключение на 10 области в западна Индиана – са поставени в източната времева зона. Разрешено е на щата да изключи почти всички области от лятното часово време. Технически това означава, че през летните месеци по-голямата част от Индиана е на Източно стандартно време, но в същото време голяма част от бизнеса се движи по Централно време поради голямата обвързаност с Чикаго.
Поради възникналото объркване, през 2005 г. щатът прокара законопроект за прилагане на лятно часово време от април 2006 г. Областите ще останат в часовите зони, в които са, но законопроектът подава запитване към федералния транспортен департамент, който има юрисдикция над часовите зони, да преосмисли дали може повечето области да са към централното време.

## Галерия
- Типично предградие
- Градска къща в Индиана
- Залез над междущатска магистрала в Индиана
- Магистрала в Индиана
- Центърът на Саут Бенд
- Саут Бенд
- Кръстовище
- Мичиган Сити, Индиана
- Мичиган Сити (поглед от жп линията)
- Ферма в Индиана
- Снимка от последния етаж на Sears Tower в Чикаго: виждат се щатите Илинойс (най-близо), Индиана и Мичиган